# Katarzyna Pawłowska
Katarzyna Pawłowska (Ostrów Wielkopolski, 16 de agosto de 1989) es una deportista polaca que compitió en ciclismo en las modalidades de pista, especialista en las pruebas de persecución y puntuación, y ruta.
Ganó cuatro medallas en el Campeonato Mundial de Ciclismo en Pista entre los años 2012 y 2016, y ocho medallas en el Campeonato Europeo de Ciclismo en Pista entre los años 2011 y 2017. En los Juegos Europeos de Minsk 2019 obtuvo una medalla de bronce en la prueba de persecución por equipos.
En carretera obtuvo una medalla de plata en el Campeonato Mundial de Ciclismo en Ruta de 2015, en la prueba de contrarreloj por equipos.

## Trayectoria
En 2010 empezó a correr en pista, participando en el Campeonato Mundial y en el Campeonato Europeo. En 2011 obtuvo una medalla de plata en el Campeonato Europeo, en la prueba de puntuación.
Participó en los Juegos Olímpicos de Londres 2012, ocupando el undécimo lugar en la prueba en ruta. Pero sus mejores resultados los obtuvo en la pista, destacando tres títulos mundiales: en 2012 y 2013 en la carrera de scratch y en 2016 en puntuación.
Entre 2014 y 2017 compitió con el equipo profesional Boels Dolmans, y en 2018 y 2019 con el equipo Virtu Cycling.

## Medallero internacional

### Ciclismo en pista
| Campeonato Mundial | Campeonato Mundial       | Campeonato Mundial | Campeonato Mundial      |
| Año                | Lugar                    | Medalla            | Competición             |
| ------------------ | ------------------------ | ------------------ | ----------------------- |
| 2012               | Melbourne (Australia)    | Medalla de oro     | Scratch                 |
| 2013               | Minsk (Bielorrusia)      | Medalla de oro     | Scratch                 |
| 2014               | Cali (Colombia)          | Medalla de plata   | Scratch                 |
| 2016               | Londres (Reino Unido)    | Medalla de oro     | Puntuación              |
| Juegos Europeos    |                          |                    |                         |
| Año                | Lugar                    | Medalla            | Competición             |
| 2019               | Minsk (Bielorrusia)      | Medalla de bronce  | Persecución por equipos |
| Campeonato Europeo |                          |                    |                         |
| Año                | Lugar                    | Medalla            | Competición             |
| 2011               | Apeldoorn (Países Bajos) | Medalla de plata   | Puntuación              |
| 2012               | Panevėžys (Lituania)     | Medalla de plata   | Persecución por equipos |
| 2012               | Panevėžys (Lituania)     | Medalla de bronce  | Ómnium                  |
| 2013               | Apeldoorn (Países Bajos) | Medalla de plata   | Persecución por equipos |
| 2015               | Grenchen (Suiza)         | Medalla de oro     | Puntuación              |
| 2016               | Saint-Quentin (Francia)  | Medalla de plata   | Persecución por equipos |
| 2016               | Saint-Quentin (Francia)  | Medalla de bronce  | Puntuación              |
| 2017               | Berlín (Alemania)        | Medalla de bronce  | Persecución por equipos |

### Ciclismo en ruta
| Campeonato Mundial | Campeonato Mundial        | Campeonato Mundial | Campeonato Mundial       |
| Año                | Lugar                     | Medalla            | Competición              |
| ------------------ | ------------------------- | ------------------ | ------------------------ |
| 2015               | Richmond (Estados Unidos) | Medalla de plata   | Contrarreloj por equipos |

## Palmarés
2009 (como amateur)
- 3.ª en el Campeonato de Polonia Contrarreloj

2011 (como amateur)
- 2.ª en el Campeonato Europeo Persecución sub-23
- 2.ª en el Campeonato Europeo Persecución sub-23 (haciendo equipo con Eugenia Bujak y Małgorzata Wojtyra)
- 3.ª en el Campeonato Puntuación sub-23
- 2.ª en el Campeonato Europeo Puntuación

2012 (como amateur)
- Campeonato Mundial Scratch
- Campeonato de Polonia en Ruta
- 2.ª en el Campeonato Europeo Persecución por Equipos (haciendo equipo con Eugenia Bujak, Edyta Jasińska y Małgorzata Wojtyra)
- 3.ª en el Campeonato Europeo Omnium
- Ranking UCI Scratch

2013
- Aguascalientes Puntuación
- Aguascalientes 3 km
- Aguascalientes Scratch
- Campeonato de Polonia Contrarreloj
- 3.ª en el Campeonato de Polonia en Ruta
- 1 etapa del Tour de Bretaña Femenino
- Tour Féminin en Limousin, más 2 etapas
- Prostejov Puntuación
- Gran Premio de Polonia Scratch
- Campeonato de Polonia Persecución
- Campeonato de Polonia Scratch
- 2.ª en el Campeonato de Polonia Puntuación
- 2.ª en el Campeonato Europeo Persecución por equipos (haciendo equipo con Eugenia Bujak, Edyta Jasińska y Małgorzata Wojtyra)
- 3.ª en el Ranking UCI Scratch

2014
- Guadalajara Omnium
- 2.ª en el Campeonato Mundial Scratch
- 2.ª en el Campeonato de Polonia en Ruta
- Gran Premio de Galychyna Scratch
- Gran Premio de Galychyna Omnium

2015
- 3.ª en el Campeonato de Polonia en Ruta
- Gran Premio de Galychyna Scratch
- Gran Premio de Galychyna Puntuación
- Campeonato Europeo Puntuación

2016
- Campeonato Mundial Puntuación
- 2.ª en el Campeonato de Polonia Contrarreloj
- 2 etapas del Tour Cycliste Féminin International de l'Ardèche
- 2.ª en el Campeonato Europeo en Persecución por equipos
- 3.ª en el Campeona de Europa en Puntuación

2017
- Campeonato de Polonia Contrarreloj
- 2 etapas del Tour Cycliste Féminin International de l'Ardèche

2018
- 2.ª en el Campeonato de Polonia Contrarreloj

## Resultados en Grandes Vueltas y Campeonatos del Mundo
Durante su carrera deportiva ha conseguido los siguientes puestos en las Grandes Vueltas femeninas y en los Campeonatos del Mundo en carretera:
| Carrera              | 2013 | 2014 | 2015 | 2016 | 2017 | 2018 | 2019 |
| -------------------- | ---- | ---- | ---- | ---- | ---- | ---- | ---- |
| Giro de Italia       | -    | -    | -    | -    | -    | -    | -    |
| Tour de l'Aude       | X    | X    | X    | X    | X    | X    | X    |
| Grande Boucle        | X    | X    | X    | X    | X    | X    | X    |
| Mundial en Ruta      | Ab.  | -    | 42.ª | 13.ª | -    | -    | -    |
| Mundial Contrarreloj | -    | 42.ª | 20.ª | 9.ª  | -    | -    | -    |

| —: No participó | Ab: Abandono |

## Equipos
- GSD Gestion-Kallisto (2013)
- Boels Dolmans Cycling Team (2014-2017)
- Team Virtu Cycling Women (2018-)